# Schloss Hohenbrugg

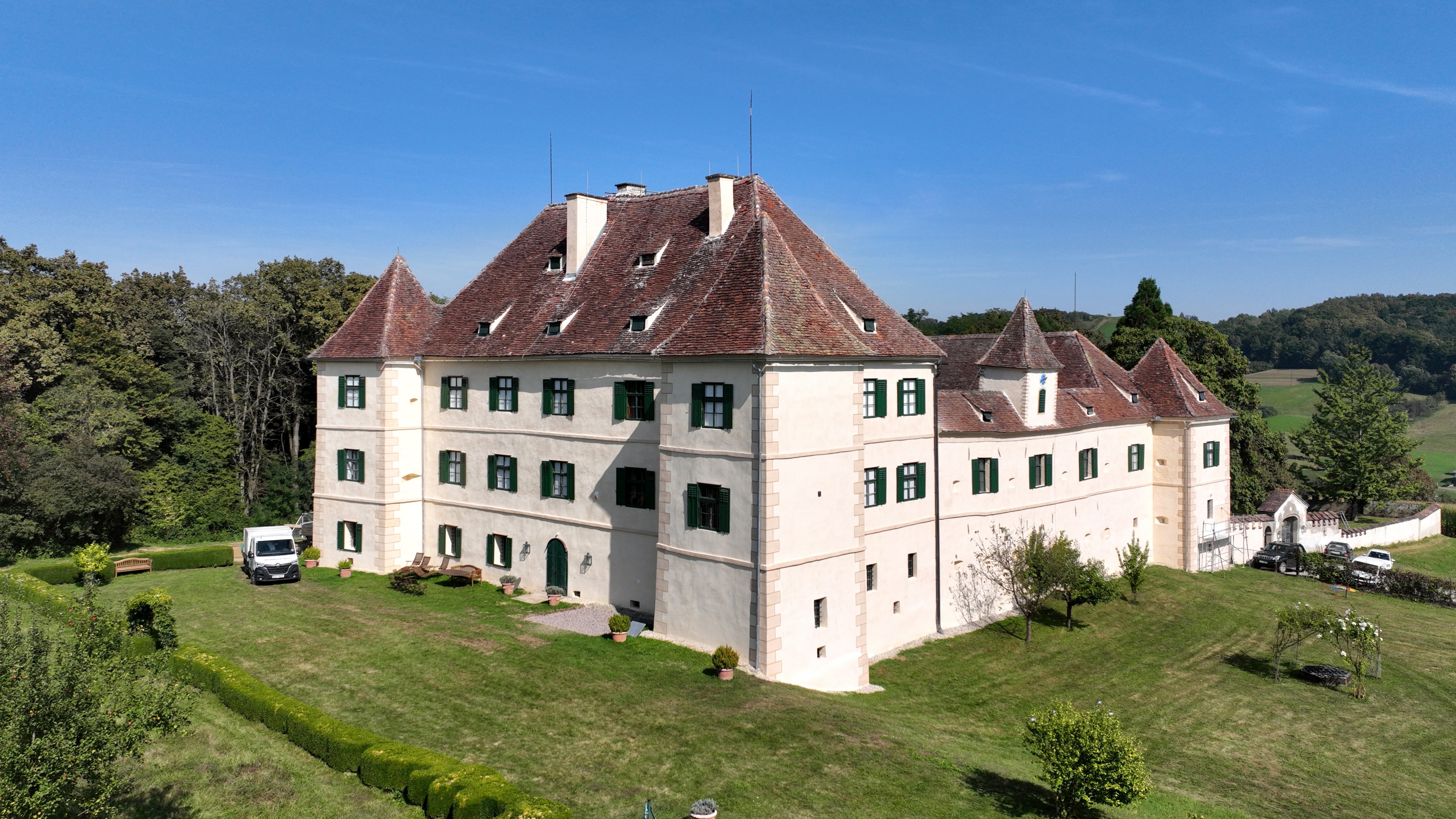
Schloss Hohenbrugg

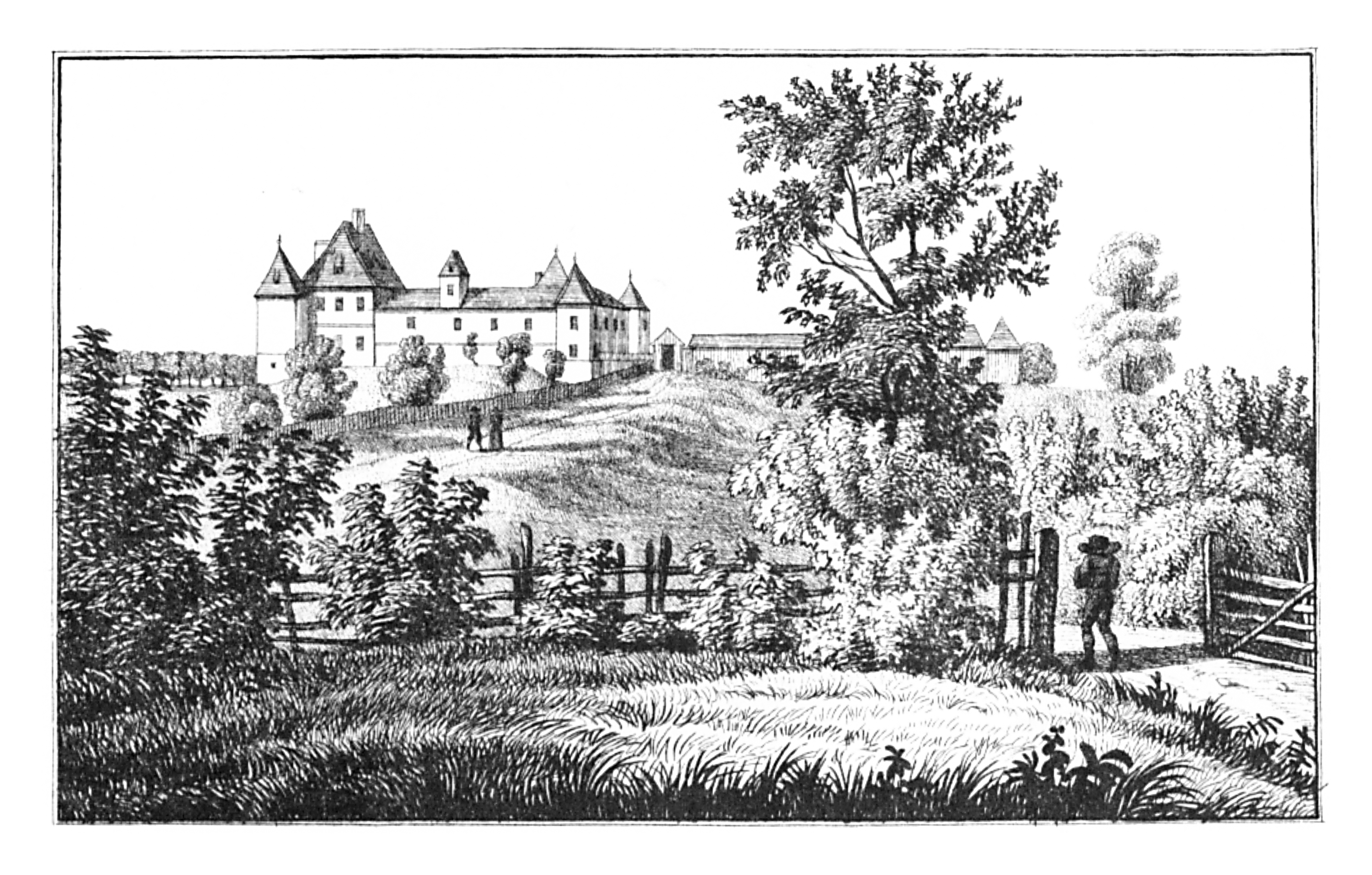
Schloß Hohenbrugg-Weinberg,
gezeichnet v. Kuwasseg, 1830

Schloss Hohenbrugg befindet sich in Hohenbrugg auf dem Ausläufer eines Bergrückens, in der Stadtgemeinde Fehring im Südosten Österreichs in der Steiermark.

## Geschichte
Die erste urkundliche Erwähnung ist von 1305 mit Wulfing von Hohenbrugg als Besitzer. 1480 wurde die Burg von Ungarn eingenommen, denen sie 1491 wieder entrissen wurde. 1532 wurde Schloss Hohenbrugg von den Türken eingenommen und teilweise zerstört. Die heutige Gestalt bekam das Schloss im 16. Jahrhundert (Bauinschrift: 1594 Bernhardin von Minndorf).
Am 4. Juli 1704 wurden die österreichischen Truppen bei Mogersdorf unter Generalfeldwachtmeister Josef Graf Rabatta von Kuruzzen überfallen und besiegt. Dabei fiel das mit über 200 Feuerwaffen gut ausgestattete Schloss kurzfristig in die Hand der Aufständischen, wurde ausgeraubt, aber freiwillig wieder verlassen.